# 斯堪尼亞K280UD
斯堪尼亚K280UD（英語：Scania K280UD，全名：Scania K280UD6X2）是瑞典斯堪尼亚製造的一款低地台雙層巴士，屬於K系列巴士型號之一。該車車身和斯堪尼亞K310UD相似，同樣採用葡萄牙Salvador Caetano的City Gold CB550車身，不過分別卻在於車頭上層擋風玻璃比斯堪尼亞K310UD的大，車尾引擎蓋亦被改良。此車款配用280匹馬力的引擎，比斯堪尼亞K310UD的310匹為低。

## 香港

### 城巴
城巴目前只訂購了一輛斯堪尼亞K280UD樣辦車，配有歐盟五型至六型之間排放標準（環境友好/EEV）引擎，亦是城巴唯一配備EEV引擎巴士，於在2011年3月21日抵港，並存放在廠方香港代理的車廠。此車最終在2011年6月28日領牌，車牌為PX3555，車隊編號為8900。
8900於2011年7月14日黃昏首航788線。據巴士迷網民所述，此車原定於該日早上首航，但因車輛故障，方延遲至黃昏首航。
此車在2011年7月25日起被指定需要行走8X線一個月，8月26日起改行5B線一個月，9月27日起改行962B、967及969線以試驗行走快速公路的能力，期間跟一輛亞歷山大丹尼士Enviro500（8192）一同試行。在三個多月的實際運營路線測試後，此車在同年11月與8192繼續進行了一連串的不載客運行測試，兩部車均放滿鐵板模擬滿載。
8900於2015年7月加設電子路線圖。
於2023年10月1日起，車隊編號改為59000。

### 九龍巴士

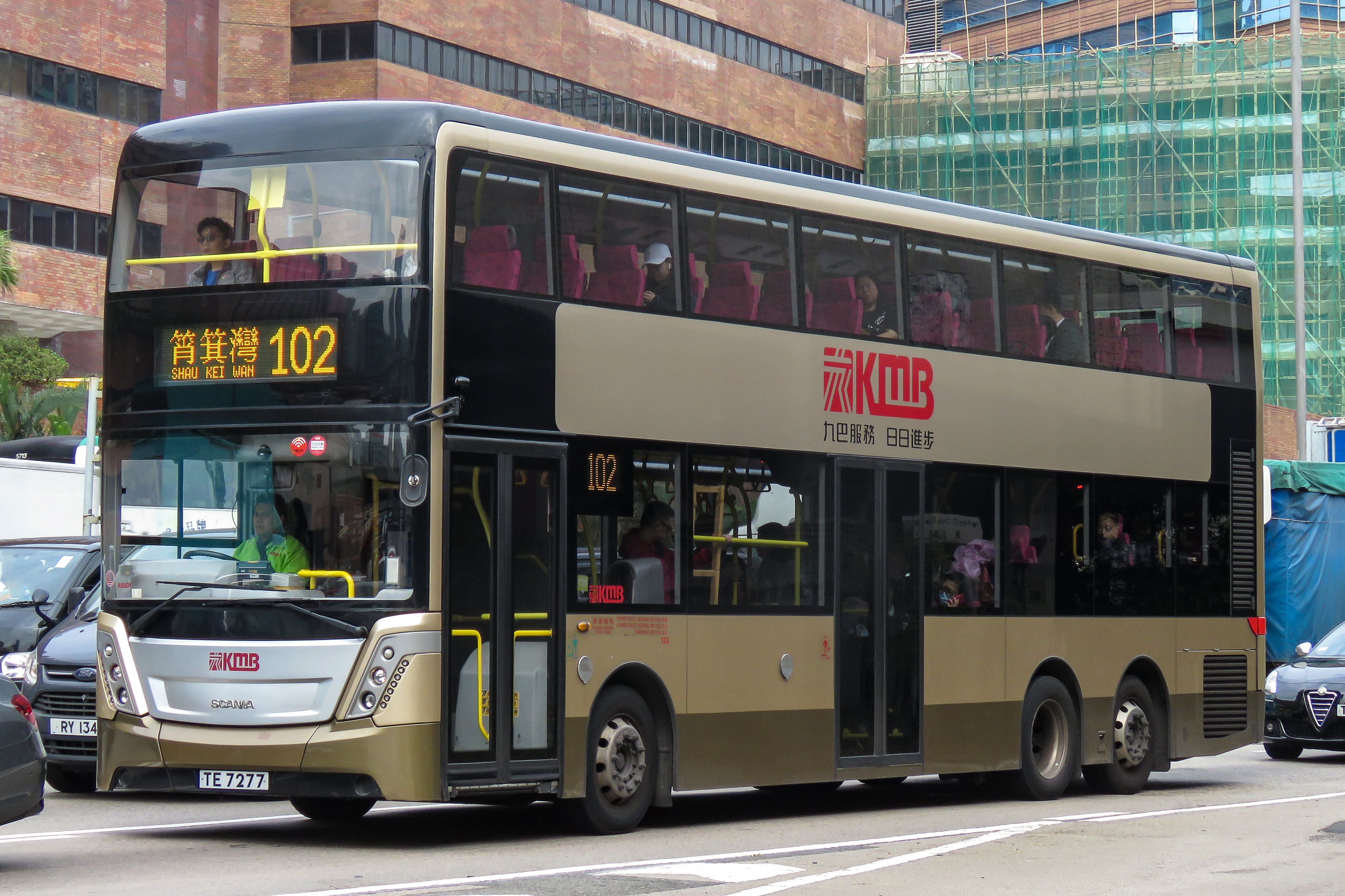
九巴K280UD

2014年9月11日，一輛全新的斯堪尼亞K280UD運抵香港（另一輛抵港日期不詳）。兩車皆配有歐盟五型至六型之間排放標準（環境友好/EEV）環保引擎，配置了Hanover發光二極管（LED）橙色電子顯示屏，車內選用Lazzerini Citylight座椅，佈局屬高載版設計，配以方形樓梯。首輛K280UD已於2015年2月13日出牌，車牌為TE7277，車隊編號為ASUD1，於翌日首航112、108、8P、41R及102線，另一輛K280UD於2015年3月4日出牌，車牌為TF6087，車隊編號為ASUD2，於翌日首航42C線，兩車皆入籍荔枝角車廠（L）。同年5月，兩車分別上掛102及118，6月，兩車改掛6號及271線。12月，ASUD2改掛69X線。2016年6月，ASUD2重返271線。同年7月，ASUD2改掛6號線，同年9月，兩車一同被調往109線服務。同年10月，兩車分別上掛112及238M線。2017年4月尾一同改掛16線，後來調往6F線。
ASUD於2019年11月全數加設電子路線圖。

### 同廠車型
- 斯堪尼亞K94UB
- 斯堪尼亞K310UD

### 主要競爭車型
- 亞歷山大丹尼士Enviro 500
- 亞歷山大丹尼士Enviro 500 MMC
- 富豪B9TL
- 富豪B8L
- 猛獅A95

## 外部連結
- Scania K280UD6X2 （页面存档备份，存于）
- Scania K280UD6X2 行車片段，Youtube
- 香港巴士大典上的相关条目：斯堪尼亞K280UD